# Брумовский, Ян
Ян Брумо́вский (словац. Jan Brumovský; род. 26 июня 1937, Левице, Нитранский край) — чехословацкий футболист и футбольный тренер, играл на позиции полузащитника. Серебряный призёр Олимпийских игр (1964).

## Биография

### Клубная карьера
Уроженец Левице. Брумовский всю футбольную карьеру, насчитывающую 13 сезонов, играл за пражскую «Дуклу». В составе «Дуклы» он 6 раз становился чемпионом Чехословакии и 4 раза выиграл Кубок Чехословакии. Всего за «Дуклу» сыграл 230 матчей и забил 42 гола.

### Карьера в сборной
В составе сборной Чехословакии играл на олимпийском футбольном турнире 1964 года, где был основным игроком и сыграл в 6 матчах на турнире и забил 3 гола. Сборная Чехословакии завоевала серебряные медали после поражения в финале от сборной Венгрии со счётом 1:2, в котором Брумовский забил гол.

### Тренерская карьера
Входил в тренерский штаб сборной Чехословакии на олимпийском футбольном турнире 1980 года, которая завершилась победой Чехословакии.

## Достижения
«Дукла (Прага)»
- Чемпион Чехословакии (6): 1957/58, 1960/61, 1961/62, 1962/63, 1963/64, 1965/66
- Обладатель Кубка Чехословакии (4): 1960/61, 1964/65, 1965/66, 1968/69